# Tokigawa
Tokigawa (ときがわ町, Tokigawa-machi) est un bourg du district de Hiki, dans la préfecture de Saitama, au Japon.

## Géographie

### Démographie
Au 1er octobre 2013, la population de Tokigawa s'élevait à 11 787 habitants répartis sur une superficie de 55,77 km2.